# Baer Goldberg
Baer Goldberg, né vers 1800, à Chlodna, un village proche de Łomża, en Pologne et décédé le 9 mai 1884 à Paris, aussi connu sous l'acronyme Bag est un maskil hébraïsant et arabisant, spécialiste de littérature médiévale. Il a contribué à mettre en lumière de nombreuses oeuvres anciennes juives rares ou inédites en les publiant.

## Biographie
Baer Goldberg, nait dans le village de Chlodna, dans les environs de Łomża  en Pologne vers 1800. Devenu orphelin dans la petite enfance, il grandit dans un milieu très pauvre recevant une éducation juive religieuse traditionnelle. Il est considéré comme un illoui, terme hébraïque désignant les jeunes prodiges, pour sa maîtrise du Talmud. Goldberg devient, en 1830, précepteur des enfants de Gershon Litinski, un homme aisé et éclairé de la région de Suwałki. Lorsque la famille Litinski se convertit au catholicisme, Goldberg est accusé de les avoir influencé.
Golberg émigre à Berlin en 1840 ou 1843. Il y reçoit un accueil favorable des maskilim locaux, mais n'ayant pas suivi de cursus académique, ne peut y trouver d'emploi stable. En 1847, il s'installe en Angleterre où il gagne difficilement sa vie en copiant et publiant des manuscrits hébraïques trouvés dans les bibliothèques d'Oxford. En 1852, ou 1853, Goldberg s'installe à Paris où il devient l'une des figures de la science du judaïsme. Il se rend très régulièrement à la Bibliothèque nationale de France où il étudie et copie des manuscrits en langue arabe et en hébraïque, qu'il publie ensuite. Il est réputé pour sa connaissance de l'arabe, qu'il a appris de manière autodidacte, et du Talmud, corpus qu'il utilise principalement du point de vue historique et scientifique. Il héberge pendant quelque temps à son domicile le jeune traducteur-interprète d'arabe et journaliste Getzel Sélikovitch, à son arrivée à Paris. C'est par son entremise que Éliézer Ben-Yehoudah, le père de l'hébreu moderne, rencontre Sélikovitch, qui l'initie à la prononciation de l'hébreu séfarade.
Baer Goldberg est l'auteur de 17 livres et opuscules ainsi que de centaines d'articles dans des périodiques en langue hébraïque, notamment Ha-Maggid. Son nom de plume est principalement « Divrei Bag », « Paroles de Bag ». Ses articles portent sur des thèmes tels que l'histoire juive, la géographie talmudique, la grammaire, le calcul astronomique. Selon L'univers israélite, ces articles sont « d'un mérite inégal ». L'Encyclopaedia Judaica indique que « ses écrits reflétaient toutes les qualités et faiblesses d’un autodidacte : application et abondance de détails, mais rédigés dans une langue tarabiscotée et manquant d’organisation. ».
Il décède le 9 mai 1884 à Paris, le grands-rabbin de France Lazare Isidor et celui de Paris, Zadoc Kahn prononcent une eulogie lors de ses obsèques.